# Copa Catalunya de futbol masculina
|  | Aquest article tracta sobre la competició masculina. Si cerqueu la competició femenina, vegeu «Copa Catalunya de futbol femenina». |

La Copa Catalunya és una competició de futbol disputada en sistema d'eliminatòries on participen els clubs de Catalunya. Es disputa des de l'any 1984, i és un torneig oficial organitzat per la Federació Catalana de Futbol des del 1989. La temporada 2005-06 se'n va iniciar la competició femenina. La competició és considerada hereva de l'antic Campionat de Catalunya, disputat entre 1903 i 1940.

## Història

### Els precedents. El Campionat de Catalunya
Al llarg dels anys ha canviat en diverses ocasions de nom (Copa Macaya, Copa Barcelona, Campionat de Catalunya de futbol, Lliga Catalana, Copa Generalitat i Copa Catalunya), així com de sistema de competició, tot i mantenir-se sempre amb un format bàsic de lliga. La denominació més longeva, entre 1903 i 1940, va ser la de Campionat de Catalunya, i va gaudir d'un gran prestigi i afició, en un moment en què no existia la Lliga espanyola de futbol. L'equip campió participava juntament amb la resta de campions regionals a la Copa d'Espanya, que fins a l'inici de la lliga el 1929 era el torneig més important del futbol espanyol.
El Campionat de Catalunya de futbol es va deixar de celebrar el 1940 a causa de la prohibició del règim franquista, que va suprimir tots els campionats regionals i va obligar els clubs catalans a competir només en les competicions organitzades per la Federació Espanyola de Futbol: La Lliga espanyola i la Copa del Generalísimo.
A més del Campionat de Catalunya, que seria l'equivalent a la competició de lliga, es van arribar a disputar diverses competicions, amb formats variants, que foren anomenades Copa Catalunya, com per exemple els anys 1925 i 1936, i que foren guanyades pel Terrassa FC.

### Copa Generalitat (no oficial)
Un cop restablerta la democràcia a Espanya, la competició es va tornar a celebrar la temporada 1983-84 en format de copa, amb el nom de Copa Generalitat en què només hi participaren els equips de Tercera Divisió. Durant les cinc primeres edicions va ser un títol oficiós, ja que la Federació Catalana de Futbol no la considerava competició oficial. Les dues primeres edicions (1984 i 1985) es van disputar entre juny i juliol, per finalitzar la temporada en curs. Les tres edicions següents es jugarien durant un any natural a cavall de dues temporades, sempre amb problemes de calendari.

### Copa Generalitat (oficialFCF)
L'edició de la temporada 1989-90 va disputar-se per primera vegada com a competició oficial en assumir la Federació Catalana de Futbol la seva organització. Aquesta primera edició va ser disputada pels clubs de Tercera Divisió i també equips de categories inferiors, a més de jugar-se al llarg de la temporada esportiva i mantenint el format de copa. A partir de la temporada següent començaren a prendre part els clubs de categories professionals.

### Copa Catalunya (oficialFCF)
A partir de la temporada 1993-94 el torneig és rebatejat amb el nom de Copa Catalunya, tot i que a mitjans dels anys 90 alternava aquesta denominació amb la de Catalunya Cup. La competició sempre ha mantingut el sistema d'eliminatòries, amb variacions cada temporada segons les circumstàncies (dates lliures, calendari de lliga, etc.).
En els darrers anys ha adquirit un cert prestigi gràcies al seguiment dels mitjans de comunicació catalans, ja que els grans clubs com el FC Barcelona o el RCD Espanyol han presentat les seves millors figures en els partits d'aquesta competició. Tot i així, el prestigi de la Copa Catalunya segueix lluny de l'esplendor que va gaudir abans de 1940 a causa de les permanents dificultats per encaixar la competició en un calendari on predominen les competicions de lliga.

### Supercopa de Catalunya
Per a la temporada 2011-12 la Federació Catalana de Futbol va crear un nou torneig: la Supercopa de Catalunya, que havia de ser disputada a partit únic entre els equips de Primera Divisió (FC Barcelona i RCD Espanyol), mentre la resta de clubs catalans jugarien la Copa Catalunya. Finalment, aquesta nova competició no va arribar a celebrar-se el 2012 i la competició va tornar al format original. El 2014 sí que s'arribà a un acord per iniciar la competició, i se'n va disputar la primera edició.

### Copa Catalunya Amateur
Per a la temporada 2014-15 la Federació Catalana de Futbol va desdoblar el torneig en dues competicions. A més de la Copa Catalunya de caràcter absolut, reservada als equips que juguen a divisions estatals, va crear-se la Copa Catalunya Amateur per als equips de categories d'abast nacional. El format de funcionament és similar a la competició absoluta, amb eliminatòries a partit únic i jugant-se durant la pretemporada. Es va disputar fins la temporada 2023-24, en què fou dissolta amb motiu de la reestructuració de la Copa Catalunya a partir de la temporada 2024-25.

## Sistema de competició
Normalment hi prenen part tots els equips catalans de Primera Divisió (a partir de semifinals) i Segona Divisió (a partir de quarts o vuitens de final). També els campions de Segona Divisió B, Tercera Divisió, Primera Catalana i la resta de categories territorials, a més d'un nombre determinat d'equips d'aquestes divisions variable cada temporada. No hi prenen part els equips filials.
La competició es disputa mitjançant eliminatòries a partit únic al camp del club de menor categoria. La comencen disputant els clubs de menor categoria, incorporant-se més tard els clubs que disputen fases de promoció d'ascens o permanència i posteriorment els clubs de categories superiors, fins a arribar als de Primera Divisió. La final es disputa a partit únic en camp neutral. La competició sol disputar-se al llarg de la temporada, especialment als voltants dels mesos d'estiu, per una major disponibiitat de dates.

## Historial

### Copa Catalunya
| Edició    | Temporada    | Data                   | Campió         | Resultat | Subcampió          | Seu                                 |
| --------- | ------------ | ---------------------- | -------------- | -------- | ------------------ | ----------------------------------- |
| 1a edició | 1914 detalls | 9 d'agost del 1914     | FC Barcelona   | 4-0      | L'Avenç de l'Sport | Camp del carrer Muntaner, Barcelona |
| 2a edició | 1925 detalls | 6 de desembre del 1925 | Terrassa FC    | Lligueta | RCD Espanyol       | Lligueta                            |
| 3a edició | 1928         | 29 de juliol del 1928  | FC Palafrugell | Lligueta | CE Manresa         | Lligueta                            |
| 4a edició | 1936 detalls | 28 de juny del 1936    | Terrassa FC    | 3–2      | Girona FC          | Granollers                          |

### Copa Generalitat (edicions no oficials)
| Edició    | Temporada    | Data                    | Campió            | Resultat     | Subcampió        | Seu                                   |
| --------- | ------------ | ----------------------- | ----------------- | ------------ | ---------------- | ------------------------------------- |
| 1a edició | 1984 detalls | 30 de juny del 1984     | Barcelona Amateur | 3–3 (4-3 pp) | CE Manresa       | Mini Estadi, Barcelona                |
| 2a edició | 1985 detalls | 4 de juliol del 1985    | CE Manresa        | 0–0 (3-1 pp) | Terrassa FC      | Mini Estadi, Barcelona                |
| 3a edició | 1986 detalls | 10 de setembre del 1986 | CE Manresa        | 5–2          | Terrassa FC      | Estadi Municipal, Terrassa            |
| 4a edició | 1987 detalls | 10 de setembre del 1987 | CF Lloret         | 3–0          | CP San Cristóbal | Camp Municipal, Lloret                |
| 5a edició | 1988 detalls | 11 de setembre del 1988 | CF Lloret         | 1–1 (4-3 pp) | UE Sant Andreu   | Camp Municipal Narcís Sala, Barcelona |

### Copa Generalitat (edicions oficialsFCF)
| Edició    | Temporada       | Data                | Campió       | Resultat | Subcampió    | Seu                             |
| --------- | --------------- | ------------------- | ------------ | -------- | ------------ | ------------------------------- |
| 1a edició | 1989-90 detalls | 2 de juny del 1990  | CD Blanes    | 2–0      | UDA Gramenet | Nou Estadi Municipal, Palamós   |
| 2a edició | 1990-91 detalls | 5 de juny del 1991  | FC Barcelona | 6–3      | CE Sabadell  | Camp d'Esports, Lleida          |
| 3a edició | 1991-92 detalls | 9 de juny del 1992  | Palamós CF   | 3–1      | UE Lleida    | Camp d'Esports, Lleida          |
| 4a edició | 1992-93 detalls | 20 de maig del 1993 | FC Barcelona | 4–3      | RCD Espanyol | Nou Estadi Municipal, Tarragona |

### Copa Catalunya (edicions oficialsFCF)
| Edició     | Temporada       | Data                                            | Campió                                          | Resultat                                        | Subcampió                                       | Seu                                             |
| ---------- | --------------- | ----------------------------------------------- | ----------------------------------------------- | ----------------------------------------------- | ----------------------------------------------- | ----------------------------------------------- |
| 5a edició  | 1993-94 detalls | 7 de juny del 1994                              | FC Andorra                                      | 0–0 (4-2 pp)                                    | RCD Espanyol                                    | Municipal Xevi Ramon, Vilassar de Mar           |
| 6a edició  | 1994-95 detalls | 20 de juny del 1995                             | RCD Espanyol                                    | 3–1                                             | Palamós CF                                      | Estadi Olímpic, Terrassa                        |
| 7a edició  | 1995-96 detalls | 13 de març del 1996                             | RCD Espanyol                                    | 5–1                                             | FC Barcelona                                    | Estadi Olímpic Lluís Companys, Barcelona        |
| 8a edició  | 1996-97 detalls | 17 de juny del 1997                             | CE Europa                                       | 3–1                                             | FC Barcelona                                    | Estadi Municipal, L'Hospitalet de Llobregat     |
| 9a edició  | 1997-98 detalls | 5 de maig del 1998                              | CE Europa                                       | 1–1 (4-3 pp)                                    | FC Barcelona                                    | Mini Estadi, Barcelona                          |
| 10a edició | 1998-99 detalls | 11 de maig del 1999                             | RCD Espanyol                                    | 2–1                                             | UE Lleida                                       | Camp d'Esports, Lleida                          |
| 11a edició | 1999-00 detalls | 16 de maig del 2000                             | FC Barcelona                                    | 3–0                                             | CE Mataró                                       | Estadi Olímpic, Terrassa                        |
| 12a edició | 2000-01 detalls | 13 de juny del 2001                             | CF Balaguer                                     | 2–2 (4-3 pp)                                    | FC Barcelona                                    | Camp d'Esports, Lleida                          |
| 13a edició | 2001-02 detalls | 7 de maig del 2002                              | Terrassa FC                                     | 1–1 (4-1 pp)                                    | FC Barcelona                                    | Estadi Olímpic, Terrassa                        |
| 14a edició | 2002-03 detalls | 18 de juny del 2003                             | Terrassa FC                                     | 3–0                                             | CF Gavà                                         | Nova Creu Alta, Sabadell                        |
| 15a edició | 2003-04 detalls | 26 d'agost del 2003                             | FC Barcelona                                    | 1–0                                             | RCD Espanyol                                    | Estadi Municipal de Montilivi, Girona           |
| 16a edició | 2004-05 detalls | 22 d'agost del 2004                             | FC Barcelona                                    | 2–0                                             | RCD Espanyol                                    | Nou Estadi Municipal, Tarragona                 |
| 17a edició | 2005-06 detalls | 5 de setembre del 2006                          | RCD Espanyol                                    | 1–0                                             | FC Barcelona                                    | Estadi Municipal de Montilivi, Girona           |
| 18a edició | 2006-07 detalls | 5 de juny del 2007                              | FC Barcelona                                    | 1–1 (5-4 pp)                                    | RCD Espanyol                                    | Nova Creu Alta, Sabadell                        |
| 19a edició | 2007-08 detalls | 11 de setembre del 2007                         | Nàstic de Tarragona                             | 2–1                                             | FC Barcelona                                    | Nou Estadi Municipal, Palamós                   |
| 20a edició | 2008-09 detalls | 8 d'octubre del 2008                            | UE Sant Andreu                                  | 2–1                                             | RCD Espanyol                                    | La Devesa, Sant Carles de la Ràpita             |
| 21a edició | 2009-10 detalls | 1 de desembre del 2010                          | RCD Espanyol                                    | 2–1                                             | FC Barcelona                                    | Nova Creu Alta, Sabadell                        |
| 22a edició | 2010-11 detalls | 9 d'agost del 2011                              | RCD Espanyol                                    | 3–0                                             | FC Barcelona                                    | Nou Estadi Municipal, Tarragona                 |
| 23a edició | 2011-12 detalls | 12 de setembre del 2012                         | Nàstic de Tarragona                             | 1–0                                             | AEC Manlleu                                     | Municipal, Manlleu                              |
| 24a edició | 2012-13 detalls | 29 de maig del 2013                             | FC Barcelona                                    | 1–1 (4-2 pp)                                    | RCD Espanyol                                    | Camp d'Esports, Lleida                          |
| 25a edició | 2013-14 detalls | 21 de maig del 2014                             | FC Barcelona                                    | 0–0 (3-2 pp)                                    | RCD Espanyol                                    | Estadi Municipal de Montilivi, Girona           |
| 26a edició | 2014-15 detalls | 25 de març del 2015                             | CE Europa                                       | 2–1                                             | Girona FC                                       | Nou Sardenya, Barcelona                         |
| 27a edició | 2015-16 detalls | 30 de març del 2016                             | CE Sabadell                                     | 2–0                                             | FC Barcelona B                                  | Nova Creu Alta, Sabadell                        |
| 28a edició | 2016-17 detalls | 28 de març del 2017                             | Nàstic de Tarragona                             | 0–0 (4-3 pp)                                    | Girona FC                                       | Estadi Municipal, Olot                          |
| 29a edició | 2017-18 detalls | 2 de juny del 2018                              | UE Cornellà                                     | 3–2                                             | UA Horta                                        | Municipal de la Bòbila, Gavà                    |
| 30a edició | 2018-19 detalls | 1 de maig del 2019                              | UE Sant Andreu                                  | 2–0                                             | FC Vilafranca                                   | Estadi Municipal, L'Hospitalet de Llobregat     |
| 31a edició | 2019-20 detalls | 9 d'octubre del 2020                            | CE L'Hospitalet                                 | 0–0 (4-3 pp)                                    | UE Llagostera                                   | Estadi Olímpic, Terrassa                        |
| ---        | 2020–2022       | No disputada a causa de la Pandèmia de COVID-19 | No disputada a causa de la Pandèmia de COVID-19 | No disputada a causa de la Pandèmia de COVID-19 | No disputada a causa de la Pandèmia de COVID-19 | No disputada a causa de la Pandèmia de COVID-19 |
| 32a edició | 2022-23 detalls | 15 de febrer del 2023                           | FC Andorra                                      | 1–0                                             | CF Badalona Futur                               | Estadi Municipal, Badalona                      |
| 33a edició | 2023-24 detalls | 20 de març del 2024                             | FC Andorra                                      | 1–1 (4-2 pp)                                    | UE Olot                                         | Estadi Municipal, Olot                          |
| 34a edició | 2024-25 detalls | 23 de juliol de 2025                            | Girona FC                                       | 0–0 (5-4 pp)                                    | RCD Espanyol                                    | Nova Creu Alta, Sabadell                        |

### Copa Catalunya Amateur
| Edició    | Temporada | Data                                            | Campió                                          | Resultat                                        | Subcampió                                       | Seu                                                  |
| --------- | --------- | ----------------------------------------------- | ----------------------------------------------- | ----------------------------------------------- | ----------------------------------------------- | ---------------------------------------------------- |
| 1a edició | 2014-15   | 30 d'agost del 2014                             | CE Manresa                                      | 3–0                                             | CP Sarrià                                       | Municipal de Les Planes, Sant Joan Despí             |
| 2a edició | 2015-16   | 30 d'agost del 2015                             | CF Suburense                                    | 1–0                                             | CF Folgueroles                                  | Municipal Xevi Ramon, Vilassar de Mar                |
| 3a edició | 2016-17   | 28 d'agost del 2016                             | CP San Cristóbal                                | 1–1 (3-2 pp)                                    | FC Sant Cugat Esport                            | Municipal Germans Gonzalvo, Mollet del Vallès        |
| 4a edició | 2017-18   | 26 d'agost del 2017                             | CF Borges Blanques                              | 3–2                                             | CF Parets                                       | Camp Municipal, Les Borges Blanques                  |
| 5a edició | 2018-19   | 25 d'agost del 2018                             | Girona FC C                                     | 3–0                                             | CE El Catllar                                   | Camp Municipal Joan Capdevila, Tàrrega               |
| 6a edició | 2019-20   | 24 d'agost del 2019                             | CF Parets                                       | 2–2 (4-2 pp)                                    | CF Cubelles                                     | Nou Estadi Municipal, Palamós                        |
| ---       | 2020–2022 | No disputada a causa de la Pandèmia de COVID-19 | No disputada a causa de la Pandèmia de COVID-19 | No disputada a causa de la Pandèmia de COVID-19 | No disputada a causa de la Pandèmia de COVID-19 | No disputada a causa de la Pandèmia de COVID-19      |
| 7a edició | 2022-23   | 3 de setembre del 2022                          | CE Sabadell B                                   | 4–0                                             | Vilobí FC                                       | Complex Esportiu Mpal. Sagnier, El Prat de Llobregat |
| 8a edició | 2023-24   | 2 de setembre del 2023                          | UE San Juan At. Montcada                        | 2–1                                             | UE Sitges                                       | Estadi Municipal de Santa Margarida de Montbui       |

(pp): resolt a la tanda de penals

## Palmarès
El palmarès reuneix les edicions disputades des del 1984, oficials i no oficials.

### Copa Catalunya absoluta[61]
| Equip               | Campionat | Subcampió | Edicions                                       | Edicions                                                |
| ------------------- | --------- | --------- | ---------------------------------------------- | ------------------------------------------------------- |
| FC Barcelona        | 8         | 9         | 1991, 1993, 2000, 2004, 2005, 2007, 2013, 2014 | 1996, 1997, 1998, 2001, 2002, 2006, 2008, 2010(*), 2011 |
| RCD Espanyol        | 6         | 9         | 1995, 1996, 1999, 2006, 2010, 2011             | 1993, 1994, 2004, 2005, 2007, 2009, 2013, 2014, 2025    |
| CE Europa           | 3         | 0         | 1997, 1998, 2015                               | --                                                      |
| Nàstic de Tarragona | 3         | 0         | 2008, 2012, 2017                               | --                                                      |
| FC Andorra          | 3         | 0         | 1994, 2023, 2024                               | --                                                      |
| Terrassa FC         | 2         | 2         | 2002, 2003                                     | 1985, 1986                                              |
| CE Manresa          | 2         | 1         | 1985, 1986                                     | 1984                                                    |
| UE Sant Andreu      | 2         | 1         | 2009, 2019                                     | 1988                                                    |
| CF Lloret           | 2         | 0         | 1987, 1988                                     | --                                                      |
| Girona FC           | 1         | 2         | 2025                                           | 2015, 2017                                              |
| Palamós CF          | 1         | 1         | 1992                                           | 1995                                                    |
| CE Sabadell         | 1         | 1         | 2016                                           | 1991                                                    |
| CE L'Hospitalet     | 1         | 1         | 2020                                           | 2010(*)                                                 |
| Barcelona Amateur   | 1         | 0         | 1984                                           | --                                                      |
| CD Blanes           | 1         | 0         | 1990                                           | --                                                      |
| CF Balaguer         | 1         | 0         | 2001                                           | --                                                      |
| UE Cornellà         | 1         | 0         | 2018                                           | --                                                      |
| UE Lleida           | 0         | 2         | --                                             | 1992, 1999                                              |
| CP San Cristóbal    | 0         | 1         | --                                             | 1987                                                    |
| UDA Gramenet        | 0         | 1         | --                                             | 1990                                                    |
| CE Mataró           | 0         | 1         | --                                             | 2000                                                    |
| CF Gavà             | 0         | 1         | --                                             | 2003                                                    |
| AEC Manlleu         | 0         | 1         | --                                             | 2012                                                    |
| FC Barcelona B      | 0         | 1         | --                                             | 2016                                                    |
| UA Horta            | 0         | 1         | --                                             | 2018                                                    |
| FC Vilafranca       | 0         | 1         | --                                             | 2019                                                    |
| UE Llagostera       | 0         | 1         | --                                             | 2020                                                    |
| CF Badalona Futur   | 0         | 1         | --                                             | 2023                                                    |
| UE Olot             | 0         | 1         | --                                             | 2024                                                    |

(*) En l'edició de 2010 FC Barcelona i CE L'Hospitalet foren finalistes d'una final a tres.

### Copa Catalunya amateur
| Equip                    | Campionat | Edicions | Subcampió | Edicions |
| ------------------------ | --------- | -------- | --------- | -------- |
| CF Parets                | 1         | 2019     | 1         | 2017     |
| CE Manresa               | 1         | 2014     | 0         | --       |
| CF Suburense             | 1         | 2015     | 0         | --       |
| CP San Cristóbal         | 1         | 2016     | 0         | --       |
| CF Borges Blanques       | 1         | 2017     | 0         | --       |
| Girona FC C              | 1         | 2018     | 0         | --       |
| CE Sabadell B            | 1         | 2022     | 0         | --       |
| UE San Juan At. Montcada | 1         | 2023     | 0         | --       |
| CP Sarrià                | 0         | --       | 1         | 2014     |
| CF Folgueroles           | 0         | --       | 1         | 2015     |
| FC Sant Cugat Esport     | 0         | --       | 1         | 2016     |
| CE El Catllar            | 0         | --       | 1         | 2018     |
| CF Cubelles              | 0         | --       | 1         | 2019     |
| Vilobí FC                | 0         | --       | 1         | 2022     |
| UE Sitges                | 0         | --       | 1         | 2023     |